# Trinta-réis-antártico
O trinta-réis-antártico (Sterna vittata) é uma ave da família Laridae, migratória, que habita as regiões antárticas.
O trinta-réis-antártico possui uma penugem preta na cabeça - como um chapéu - além de longas bandeirolas na cauda. O comprimento de uma ave adulta pode chegar a 40 centímetros, com uma envergadura (comprimento das asas) de até 80 centímetros.
O trinta-réis-antártico alimenta-se no mar, principalmente de peixes pequenos - como o arenque antártico - e crustáceos. O acasalamento dessa espécie acontece bastante cedo: em novembro, as fêmeas colocam até 3 ovos cada uma, em ninhos bastante camuflados - para dispersar a atenção das gaivotas predadoras. Apenas 23 dias depois, termina a incubação e os filhotes nascem, sendo criados pelas mães até o mês de fevereiro.
A partir de abril, acontece a migração do trinta-réis-antártico para a África do Sul. O mês de agosto é o pico do movimento migratório, pois já no começo de setembro e outubro, as aves começam a retornar para seu habitat natural. Os poucos que restam, permanecem para os meses de verão.
Atualmente, calcula-se que a população mundial de trinta-réis-antártico esteja em aproximadamente 45 mil pares.

## Subespécies
São reconhecidas seis subespécies:
- Sterna vittata vittata (J.F. Gmelin, 1789) - ocorre na Ilha de Prince Edward, na Ilha Marion, e nas Ilhas Crozet e Kerguelen.
- Sterna vittata tristanensis (Murphy, 1938) - ocorre na Ilha de Tristão da Cunha e na Ilha Gough;
- Sterna vittata georgiae (Reichenow, 1904) - ocorre nas Ilhas da Geórgia do Sul, nas Ilhas Orkney do Sul, e nas Ilhas Sandwich;
- Sterna vittata gaini (Murphy, 1938) - ocorre nas Ilhas Shetland do Sul e também na península Antártica;
- Sterna vittata sanctipauli (Gould, 1865) - ocorre Amesterdão e São Paulo, e no Sul do Oceano Índico;
- Sterna vittata bethunei (Stewart, 1896) - ocorre no extremo Sul da Nova Zelândia, na Ilha Campbell, na Ilha Macquarie, na Ilha Stewart, e nas Ilhas Antípodas.